# Bérengère Schuh
Bérengère Simone Rolande Schuh (Auxerre, 13 de junio de 1984) es una deportista francesa que compitió en tiro con arco, en la modalidad de arco recurvo.
Participó en tres Juegos Olímpicos de Verano, obteniendo una medalla de bronce en Pekín 2008, en la prueba por equipo (junto con Virginie Arnold y Sophie Dodémont), el cuarto lugar en Atenas 2004 (equipo) y el octavo en Londres 2012 (individual).
Ganó cuatro medallas en el Campeonato Mundial de Tiro con Arco en Sala entre los años 2003 y 2009, tres medallas en el Campeonato Europeo de Tiro con Arco al Aire Libre entre los años 2008 y 2016, y una medalla de oro en el Campeonato Europeo de Tiro con Arco en Sala de 2006.

## Palmarés internacional
| Juegos Olímpicos                 | Juegos Olímpicos         | Juegos Olímpicos  | Juegos Olímpicos |
| Año                              | Lugar                    | Medalla           | Prueba           |
| -------------------------------- | ------------------------ | ----------------- | ---------------- |
| 2008                             | Pekín (China)            | Medalla de bronce | Equipo           |
| Campeonato Mundial en Sala       |                          |                   |                  |
| Año                              | Lugar                    | Medalla           | Prueba           |
| 2003                             | Nimes (Francia)          | Medalla de oro    | Individual       |
| 2007                             | Esmirna (Turquía)        | Medalla de oro    | Individual       |
| 2007                             | Esmirna (Turquía)        | Medalla de plata  | Individual       |
| 2009                             | Rzeszów (Polonia)        | Medalla de bronce | Individual       |
| Campeonato Europeo al Aire Libre |                          |                   |                  |
| Año                              | Lugar                    | Medalla           | Prueba           |
| 2008                             | Vittel (Francia)         | Medalla de oro    | Individual       |
| 2012                             | Ámsterdam (Países Bajos) | Medalla de oro    | Equipo           |
| 2016                             | Nottingham (Reino Unido) | Medalla de plata  | Equipo mixto     |
| Campeonato Europeo en Sala       |                          |                   |                  |
| Año                              | Lugar                    | Medalla           | Prueba           |
| 2006                             | Jaén (España)            | Medalla de oro    | Individual       |